# 野本礼三
野本 礼三（のもと れいぞう、1930年9月17日 - 2006年7月7日）は、日本の声優、俳優。東京府東京市（現・東京都）出身。

## 経歴
会社員を経て、劇団東芸、同人舎プロダクションを経て、2002年までアーツビジョンに所属していた。
2006年7月7日午前3時頃、自宅で吐血し、搬送先の病院で死亡が確認された。死因など詳細は不明。75歳没。

## 人物・特色
細くしわがれた老けめの声、独特のだみ声の持ち主。『オバケのQ太郎』の神成さんなど、ひとくせありそうな老人、博士、コミカルな役を演じることが多かった。『ドカベン』の徳川監督の「べらんめぇっ!」という口調でも知られる。『ドラゴンボールZ』にて老界王神役では、奇妙な踊りを披露する際の掛け声をアドリブで演じた。
趣味・特技は読書、観劇、スキー、殺陣。
資格は普通自動車免許2種。

## 後任
野本の生前の交代および死後、役を引き継いだ人物は以下の通り。
| 後任     | 役名           | 概要作品                            | 後任の初担当作品                          |
| -------- | -------------- | ----------------------------------- | ----------------------------------------- |
| 田の中勇 | 老界王神       | 『ドラゴンボールシリーズ』          | 『ドラゴンボールZ3』                      |
| 田中亮一 | 老界王神       | 『ドラゴンボールシリーズ』          | 『ドラゴンボール アルティメットブラスト』 |
| 松井範雄 | ラル           | 『宇宙大作戦 恒星ミナラの生体実験』 | DVDでの追加録音部分                       |
| 佐藤正治 | 大辺穀造       | 『忍たま乱太郎』                    | 不明                                      |
| 宮澤正   | 大辺穀造       | 『忍たま乱太郎』                    | 不明                                      |
| 高木渉   | ドクター・ノオ | 『怪物くん』                        | 『CR怪物くん デーモンの剣』               |

## 出演

### テレビドラマ
- 七人の刑事 第2シリーズ 第39話「楽園を追われた男」（1965年、TBS）
- 若者たち 第33話「さよなら」（1966年、フジテレビ）
- おはなはん（1966年、NHK）
- 大河ドラマ（NHK）
  - 太閤記（1965年） - 毛受茂左衛門
  - 源義経（1965年） - 仏師
- 特別機動捜査隊（NET）
  - 第245話「太陽の誘惑」（1966年）
  - 第285話「拾った女」（1967年） - 望月
  - 第286話「女と赤電話」（1967年） - 宿直員
  - 第370話「挑戦」（1968年）
- 土曜日の虎 第2話（1966年、TBS）
- 鳴門秘帖（1966年、MBS）
- 五人の野武士 第14話「血闘 虎谷の関」（1968年、日本テレビ）
- 無用ノ介 第6話「剣につばする無用ノ介」（1969年、日本テレビ） - 村人

### 映画
- 荒い海（1969年） - 金井司厨員

### 特撮
- ウルトラQ 第14話「東京氷河期」（1966年）
- ウルトラマン 第13話「オイルSOS」（1966年）
- 快獣ブースカ
  - 第11話「ブー横丁の学習塾」（1967年） - インチキ商売人
  - 第31話「飛んで来た遊園地」（1967年） - ゴルフ場建設会社社員
- マイティジャック 第9話「地獄への案内者（ガイド）」（1968年） - 第五福洋丸通信士
- 戦え! マイティジャック 第5話「マリヤの像をおいかけろ!!」（1968年） - 盗賊団員
- Xボンバー（1980年） - コズロの声
- 五星戦隊ダイレンジャー（1993年） - 紐男爵の声、万華鏡伯爵の声[13]、新ゴーマ怪人〈新紐男爵〉の声[14]
  - 五星戦隊ダイレンジャー（劇場版）（1993年） - 再生紐男爵と人間態 / オジャル大王の胴体前部の声
- 重甲ビーファイター（1995年） - 傭兵怪人バルダスの声

### テレビアニメ
1965年
- オバケのQ太郎（1966年 - 1967年、神成、ゴジラの父）
- 遊星少年パピイ（ゼノロイ）

1968年
- 怪物くん（TBS版）（ドラン、ラ・クカラチャ）
- サスケ（猿飛忍群）

1969年
- アタックNo.1
- ウメ星デンカ
- サザエさん

1970年
- あしたのジョー（1970年 - 1971年）

1971年
- 巨人の星
- 新オバケのQ太郎（神成）
- 珍豪ムチャ兵衛
- 天才バカボン（第1作）（1971年 - 1972年）
- ふしぎなメルモ

1972年
- 科学忍者隊ガッチャマン（チーフ）

1973年
- 空手バカ一代（1973年 - 1974年）
- 侍ジャイアンツ
- ゼロテスター（変形ガロス）
- 冒険コロボックル
- ワンサくん（ブータン）

1974年
- ジムボタン
- 小さなバイキングビッケ（ボッカ〈2代目〉、狼、船長、ドーレム、ブルガリアの隊長、牢番、兵士）
- ど根性ガエル
- はじめ人間ギャートルズ（1974年 - 1975年）
- 破裏拳ポリマー（ホット博士）

1975年
- 一休さん
- 宇宙の騎士テッカマン（宇宙人隊長）
- 元祖天才バカボン
- タイムボカン（親方）
- フランダースの犬（番人）

1976年
- ブロッカー軍団IVマシーンブラスター（ザンギャック）
- ポールのミラクル大作戦（クモ族首領）
- ろぼっ子ビートン（ガミガミさん）

1977年
- 女王陛下のプティアンジェ（警備隊長、サム）
- 新・巨人の星
- ドカベン（1977年 - 1979年、徳川監督）

1978年
- 家なき子
- 宝島（1978年 - 1979年）
- ペリーヌ物語（ロッコ 他）
- 野球狂の詩（1978年 - 1979年、事務局長、主人）
- ルパン三世 (TV第2シリーズ)（1978年 - 1980年）

1979年
- サイボーグ009（ハットン）
- 未来ロボ ダルタニアス（雑炊屋）

1980年
- あしたのジョー2
- 怪物くん（テレビ朝日版）（ドクターノオ、サボーラ 他）
- 銀河鉄道999（オヤジ、螢子の父、所長）
- 鉄腕アトム (アニメ第2作)（1980年 - 1981年、バザールの売手、プロデューサー、手下B）
- フウムーン
- ドラえもん（テレビ朝日版第1期）（1980年 - 1981年、お殿様 他）
- 無敵ロボ トライダーG7（馬之助）

1981年
- 新・ど根性ガエル
- 釣りキチ三平（村人A）
- 名犬ジョリィ（ヨハンノ、カバロ）

1982年
- おちゃめ神物語コロコロポロン（アトランタの父）
- 逆転イッパツマン（ノナ助）
- ゲームセンターあらし（ドラキュラ、亡霊）
- スペースコブラ
- パタリロ!
- 魔法のプリンセス ミンキーモモ（1982年 - 1983年、牧場主、キャプテンホック、ドランコ）
- 野生のさけび

1983年
- 機甲創世記モスピーダ（ピエロ）
- 光速電神アルベガス（ダイム参謀、青葉学園教頭、熊井がんの助）
- ななこSOS（ニカワ）
- パーマン（男A、強盗B）
- フクちゃん（三河屋のおじさん、泥棒、工事のおじさん、作業員）

1984年
- OKAWARI-BOY スターザンS（マーケット主人）
- オヨネコぶーにゃん（老人 他）
- 忍者ハットリくん（シノビノ博士）
- ビデオ戦士レザリオン（総務部長）

1985年
- オバケのQ太郎（テレビ朝日版）
- 昭和アホ草紙あかぬけ一番!（泥棒）
- ダーティペア（商人の男）
- プロゴルファー猿（本屋）

1986年
- ハイスクール!奇面組（1986年 - 1987年、監督、新聞勧誘員、泥棒A）
- ロボタン

1987年
- エスパー魔美（父親、老人）
- ゲゲゲの鬼太郎（第3作）（髪さま、おじいさん）
- シティーハンター（与太川）
- ついでにとんちんかん（1987年 - 1988年、吉沢今日夫）

1988年
- 美味しんぼ（辰さん〈花見小路辰之丈〉）
- キテレツ大百科（亀屋、望月）
- シティーハンター2（武器商）

1989年
- ビリ犬なんでも商会（老人）
- らんま1/2（マスター）
- 笑ゥせぇるすまん（冬木花衛）

1990年
- おぼっちゃまくん
- カラス天狗カブト（邪鬼）
- チンプイ（オータン）
- もーれつア太郎（第2作）（借金とり）

1991年
- 緊急発進セイバーキッズ
- 満ちてくる時のむこうに（呪い師）

1992年
- クッキングパパ（小塩吉男、政さん）
- ファンタジーアドベンチャー 長靴をはいた猫の冒険（ゲスラー）
- 横山光輝 三国志

1993年
- SLAM DUNK（名朋監督）
- 忍たま乱太郎（草屋納豆 / 大辺穀造〈初代〉）

1994年
- ツヨシしっかりしなさい（行司）
- ドラゴンボールZ（1994年 - 1995年、老界王神）
- 魔法陣グルグル（爺や）

1995年
- ヤンボウ ニンボウ トンボウ（長老）

1996年
- ドラゴンボールGT（1996年 - 1997年、老界王神）

1997年
- ゲゲゲの鬼太郎（第4作）（チー）

1998年
- センチメンタルジャーニー（綾崎誠之介）
- 太陽の子エステバン（パチャ）
- トライガン（親）
- MASTERキートン（酒屋の店主）

### 劇場アニメ
1981年
- 怪物くん 怪物ランドへの招待（ドクターノオ）
- ドラえもん ぼく、桃太郎のなんなのさ（村人）

1982年
- 忍者ハットリくん ニンニン忍法絵日記の巻（シノビノ博士）

1983年
- パーマン バードマンがやって来た!!（誘拐犯）

1984年
- 忍者ハットリくん+パーマン 超能力ウォーズ（シノビノ博士）

1985年
- オーディーン 光子帆船スターライト（桜福之介）
- 忍者ハットリくん+パーマン 忍者怪獣ジッポウVSミラクル卵（しのびの博士）

1986年
- 時空の旅人（お婆）

1989年
- 戦国奇譚妖刀伝 総集編（機羅の真砂）

1991年
- ドラえもん のび太のドラビアンナイト（手下A）

1992年
- 紅の豚（空賊連合ボス）

1993年
- 獣兵衛忍風帖（蟲蔵）

1994年
- 三国志 完結編・遥かなる大地（左慈）

### OVA
1987年
- 戦国奇譚妖刀伝（機羅の真砂）

1989年
- 麻雀飛翔伝 哭きの竜（男B）

1990年
- フリテンくん（老人）

1991年
- ウィザードリィ（老乞食）
- 銀河英雄伝説（ラーベナルト）
- 変幻退魔夜行 カルラ舞う! 仙台小芥子怨歌（岩蔵）
- YAIBA（武蔵）

1992年
- インフェリウス惑星戦史外伝 CONDITION GREEN（ヤコノフ博士）
- うしおととら（老人）

1996年
- BLUE SEED2（とめ造）
- レジェンド・オブ・クリスタニア（長老）

### ゲーム
- 幻影闘技（1996年、漢併藍）
- ドラゴンボールZ 偉大なるドラゴンボール伝説（1996年、老界王神）
- Cat the Ripper 13人目の探偵士（1997年）
- 戦国美少女絵巻 空を斬る!!（1998年、鬼六）

### ドラマCD
- 黒いチューリップ（小沢伝次郎）

### 吹き替え

#### 映画
- アイランド（ブラジル医師〈ダドリー・サットン〉）
- 駅馬車（ピーコック〈レッド・バトンズ〉）※東京12ch版
- SOS北極... 赤いテント（チェチオニ〈オタル・コベリーゼ〉）
- エルマー・ガントリー/魅せられた男 ※NET版
- カーツーム ※NETテレビ版
- カトマンズの男（ロカンタン〈マリオ・ダヴィッド〉）※テレビ東京版
- 渇いた太陽（ヘヴン・スミス教授）
- 騎兵隊（ヴァージル〈ストローザー・マーティン〉）※TBS新録版
- キャノンボール（ホテル従業員〈ジョン・フィードラー〉）※テレビ朝日版
- ギャング・プロフェッショナル4＋1（ガエタノ・チマローゼ）
- 気球船探険
- クランスマン（ヘクター〈ヴィック・パーリン〉）
- クリープショー2/怨霊（ヒッチハイカー〈トム・ライト〉）
- クルーゾー警部
- 拳銃のバラード（発破屋〈ダンテ・マッジオ〉）
- ゴースト・チェイス（フレデリック・マクラウド〈イアン・マクノートン〉）
- 皇帝密使
- 荒野の掟（バート、ヤック、男2、男B）
- 荒野の大活劇（サム）
- 荒野の用心棒（ピリペロ〈ヨゼフ・エッガー〉）※TBS新録版
- コレヒドール戦記（ダッド・ノーランド：ラッセル・シンプソン）※テレビ東京新録版
- サンダーボルト
- シスコ・キッド
- ジャッカルの日（連絡係）※日本テレビ版
- ショーン・コネリー/盗聴作戦（オレアリー、刑務所の声）
- スター・ファイター（オーティス）
- 西部の無頼人
- 大陸横断超特急（ポーター〈ロイド・ホワイト〉）※テレビ朝日版
- 誰が為に鐘は鳴る（ラファエル〈ミハイル・ラズムニー〉）※TBS版
- 脱走大作戦 ※TBS版
- 007/ゴールドフィンガー（ホーカー〈ゲイリー・ダガン〉）※NET版
- 地球爆破作戦（ドクター・ジョン・フィッシャー〈ゲオルグ・スタンフォード・ブラウン〉）
- 月の輝く夜に（ボボ）※JAL機内上映版
- 電撃フリントGO!GO作戦 ※TBS版
- 特攻大作戦（ブラヴォス）
- トパーズ（フィリペ・デュボア〈ロスコー・リー・ブラウン〉）※TBS版
- ドラキュラ（船長）
- トランザム7000
- ヌーキー（サンゴマ）
- 伯爵夫人（年老いた接客係〈チャールズ・チャップリン〉）※TBS版
- バニシング（ルディ・ルジンスキー）
- ハメット（イーライ〈エリシャ・クック・Jr〉）
- ビッグトレイル（犬鹿走り、鉱夫）
- ビッグ・ボス（チャーリー・フィッツ）
- ヒンデンブルグ（ジョセフ・スパー）※TBS版
- 不思議な世界・未来戦争の恐怖（アーサー〈マーティ・フェルドマン〉）
- ブルース・ブラザース（カーティス〈キャブ・キャロウェイ〉）※フジテレビ新録版
- 北京の55日
- 冒険者たち（金持ちのベルギー人）※TBS版
- 暴力脱獄
- 誇り高き戦場（ジョーダン〈グレゴリー・モートン〉）※TBS旧録版
- 星空の用心棒（駅長）※TBS版
- マイ・フェア・レディ（通りすがりの男〈ウォルター・バーク〉）※テレビ朝日版・TBS版
- まぼろしの市街戦
- ミズーリ・ブレイク（ヴァーン、ネルソン）
- ミッドナイトクロス（ケネディ警部）※TBS版
- ヤング・ヒーロー/最前線ドイツ機甲軍総反撃（軍曹）
- 雪の国境突破!脱獄作戦（バイプス：レッド・バトンズ）
- ラ・スクムーン（ボナマン〈マルク・エイロー〉）※日本テレビ版
- らせん階段（オーツ）
- ロイ・ビーン（ニック〈マット・クラーク〉）

#### ドラマ
- アボンリーへの道 #28（船員1）
- 宇宙大作戦 #63（ラル）
- ガンスモーク（フェスタス・ハーゲン〈ケン・カーティス〉）
- がんばれ!ベアーズ シーズン2 #5（ボイルおじさん）
- 刑事コロンボシリーズ
  - 悪の温室（フレデリック・ウィルソン刑事〈ボブ・ディッシー〉）
  - 逆転の構図（ハリー・ルイス〈ハーヴェイ・ゴールド〉、警察無線A）
  - 忘れられたスター（アンダーソン検視官〈ハーヴェイ・ゴールド〉）
  - 魔術師の幻想（フレデリック・ウィルソン刑事〈ボブ・ディッシー〉）
- こちらブルームーン探偵社 #36
- ジェシカおばさんの事件簿（タナカ刑事〈クロン・ヒ・リム〉）
- 0011ナポレオン・ソロ S1-E15（車掌）、S1-E15（衛兵）
- SOAP ソープ シーズン2 #14（浮浪者〈G・W・ベイリー〉）
- 超音速攻撃ヘリ エアーウルフ シーズン2 #22（コマルゴ）
- 特捜班CI-5 #6 #26 #49
- ピート・デュエル / 西部二人組 #28（老人〈アレン・ジョーゼフ〉）
- ヒルストリート・ブルース シーズン6 #8（マイロン）
- プリズナーNo.6 #14（馬借）
- マルコ・ポーロ シルクロードの冒険（ナヤン〈ザオ・エルカン〉）
- 野生のエルザ #1（アズバ）
- ヤングライダーズ #9、#45
- 世にも不思議なアメージング・ストーリー シーズン2 #6（フレッド〈ディック・ミラー〉）

#### アニメ
- オギーとダディー（ダディー）※VHS版
- キャプテンファドム
- チップとデールの大作戦（ネッド） ※新吹き替え版
- 電光石火バットマン（オズワルド・コブルポット / ペンギン）
- ポパイ（ポパイの父、天使）※大陸書房版
- 幽霊城のドボチョン一家（ジャリ）

#### 人形劇
- マペット・ショー

### バラエティ
- PUREROCK（ゴミおじさんの声）

### 人形劇
- 川の子クークー（イヌのおじいさん）
- ひげよさらば（ソノコロ）
- ひょっこりひょうたん島（ワニ王子）
- プルルくん（ゴリ）